# Arthur von Gerlach
Arthur von Gerlach (Vienna, 19 febbraio 1876 – Berlino, 4 agosto 1925) è stato un regista teatrale e regista cinematografico tedesco.

## Biografia
Da adolescente Gerlach frequentò il Katharineum di Lubecca, lo stesso istituto scolastico frequentato da Thomas Mann (1875-1955). Iniziò a interessarsi alla regia teatrale al Schauspielhaus di Lipsia. Nel 1906 fu assunto come regista teatrale a Bromberg (oggi Bydgoszcz), dedicandosi anche all'allestimento di opere liriche. Dal 1911 al 1919 fu direttore del teatro di Elberfeld; tuttavia durante la prima guerra mondiale allestì diversi spettacoli nei Paesi Bassi finanziato dal Ministero degli esteri tedesco; mise in scena fra l'altro lavori teatrali di Shakespeare e Strindberg e opere di Mozart e Richard Wagner.
Dal 1919 cominciò a interessarsi di cinematografia: divenne direttore artistico della Projektions-AG Union (PAGU) di Berlino nel 1919, e dal 1925 nel cominciò a lavorare come regista per l'UFA. La morte, avvenuta nel 1925, troncò la sua carriera. Pertanto Gerlach realizzò solo due film, ma entrambi di qualità, inquadrati nell'ambito del Cinema espressionista tedesco. Sembra tuttavia che in precedenza abbia girato anche due film per Fern Andra, ma di essi non si è trovata finora traccia.

## Filmografia
- Vanina (Vanina oder Die Galgenhochzeit) (1922)
- L'erede dei Grishus (Zur Chronik von Grieshuus) (1925)